# ガートルード・エリオン
ガートルード・ベル・エリオン（Gertrude Belle Elion、1918年1月23日 – 1999年2月21日）はアメリカ合衆国の生化学者、薬理学者。1988年にノーベル生理学・医学賞を受賞した。

## 来歴
ユダヤ人の移民の子供としてニューヨークで生まれる。1937年にニューヨーク市立大学ハンター校を卒業後、1941年にニューヨーク大学にて修士号(M.Sc.)を受ける。性別を理由として大学院での研究を行えず、研究助手と高校教師として働いた後、ジョージ・ヒッチングスの助手としてバローズ・ウェルカム（Burroughs-Wellcome pharmaceutical company、後のグラクソ・スミスクライン社）で働いた。彼女は決してPh.D.を得なかった。
ヒッチングスと同様に一人で研究を行い、彼女は後に後天性免疫不全症候群の治療薬であるジドブジンの開発に結びついた革新的な研究方法にて多くの新薬を開発した。従来のトライアンドエラーの方法でなく、彼女たちは生化学的に正常な人間の細胞と病原体の違いを利用して、人間の細胞を傷つけずに特定の病原体を殺すか繁殖を阻害する薬を設計した。
1999年に81歳で死去。生涯独身で子供はいなかった。

## 開発した新薬
彼女が発明した薬品は
- 6-メルカプトプリン（ロイケリン®）:白血病治療薬(核酸代謝阻害薬)
- アザチオプリン（イムラン®）:臓器移植に用いる免疫抑制剤
- アロプリノール（ザイロリック®）:痛風・高尿酸血症治療薬
- ピリメタミン（Daraprim）：マラリア治療薬
- トリメトプリム（Septra）：髄膜炎、敗血症、泌尿器及び気道の細菌感染用治療薬
- アシクロビル（ゾビラックス®）：帯状疱疹、水痘治療薬、単純ヘルペス脳炎治療薬
- ネララビン (アラノンジー®) : T細胞急性リンパ性白血病（T-ALL）,T細胞リンパ芽球性リンパ腫（T-LBL）治療薬
- アジドチミジン (レトロビル®) : 後天性免疫不全症候群治療薬(HIV逆転写酵素阻害薬)

がある。

## 栄誉
一旦引退した後に、彼女はアジドチミジン(ジドブジン)を開発するために復帰した。ほとんどの薬理学者は生涯に一つの薬を開発するかどうかであるが、彼女は8種類もの薬を開発した。1988年、ジェームス・ブラック及びジョージ・ヒッチングスと共にノーベル生理学・医学賞を受賞した。この他、1991年にはアメリカ国家科学賞、1997年にはLemelson-MIT Prizeを受賞した。1991年、National Inventors Hall of Fameに殿堂入りした最初の女性となった。